# Jaded (To/Die/For)
Jaded è il terzo album in studio della band finlandese To/Die/For, pubblicato dalla Nuclear Blast nel 2003.

## Tracce
1. Dying Embers – 3:50
2. (I Just) Died in Your Arms Tonight – 4:27
3. Too Much Ain't Enough – 4:47
4. The Unknown II – 5:48
5. Jaded – 4:31
6. Fall Strains – 3:18
7. Forever – 3:32
8. Años De Dolor – 3:59
9. Silence Tells More – 5:20

## Formazione
To/Die/For
- Jape Perätalo - voce
- Mika Ahtiainen - chitarra
- Joonas Koto - chitarra
- Marko Kangaskolkka - basso
- Tonmi Lillman - batteria

Altri musicisti
- Anna Lukkarinen - voce, violino
- Jonna Imeläinen - voce